# 麥凱湖 (西北地區)
63°55′N 111°02′W / 63.917°N 111.033°W

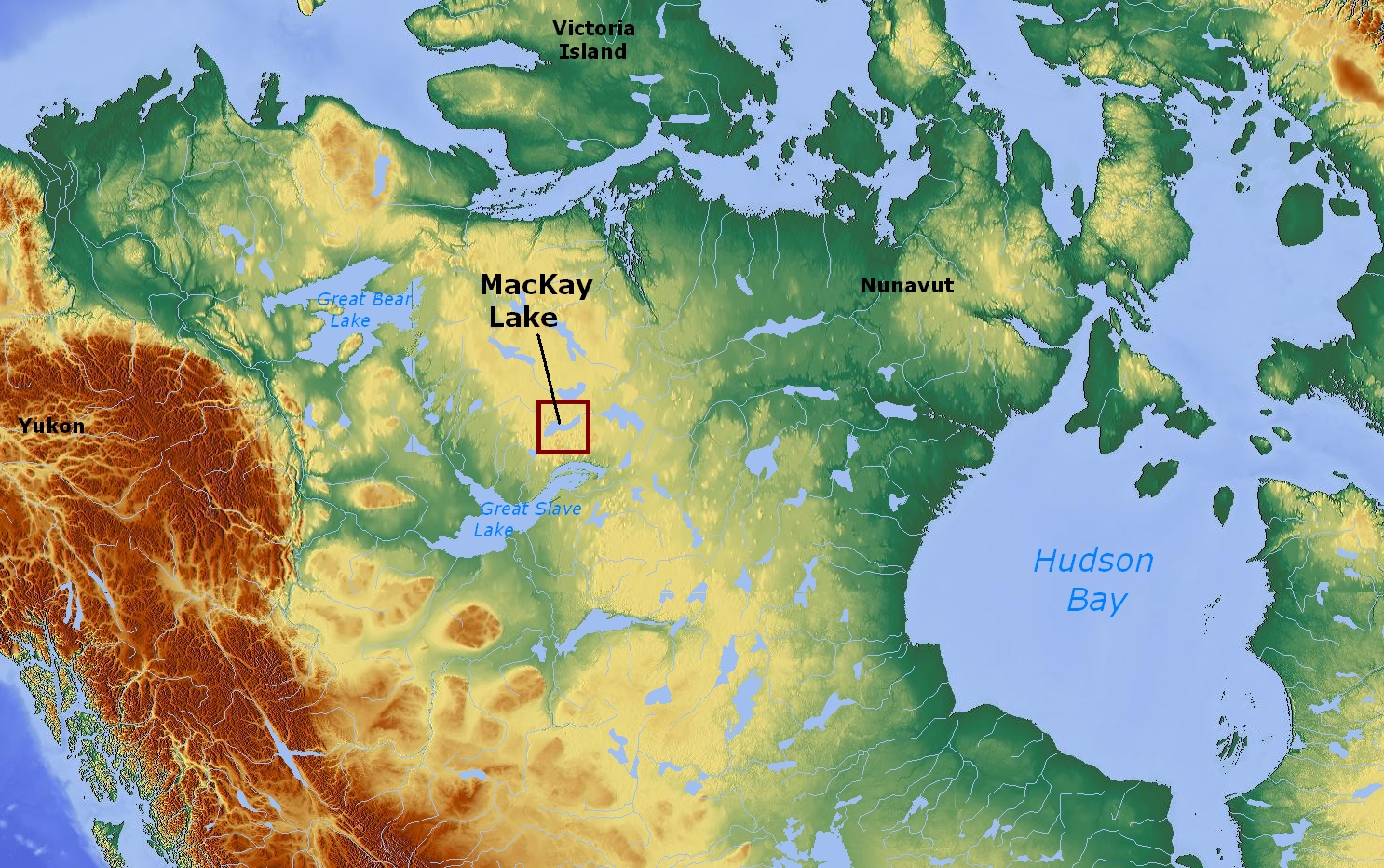

麥凱湖是加拿大的湖泊，位於該國西北部，由西北地區負責管轄，長約100公里，面積977平方公里，是該地區第五大湖泊，島嶼面積84平方公里，海拔高度431米。